# Linear B
Linear B är det skriftspråk som användes av den mykenska kulturen och i det egeiska området 1400 f.Kr.–1200 f.Kr.

## Upptäckt och historik
Lertavlor med denna skrift hittades vid utgrävningarna av Knossos på Kreta av den brittiske arkeologen Arthur Evans, i utgrävningar år 1900, och skriften var länge ett mysterium. Man visste inte ens säkert vilket språk som nedtecknats. Linear B dechiffrerades 1952 av den språkintresserade arkitekten Michael Ventris, som kom fram till att skriften användes till att skriva mykenska, den äldsta i skrift bevarade formen av grekiska.
Linear B utvecklades från den minoiska skriften Linear A och innehåller cirka 90 skrivtecken. De största fynden av lertavlor med Linear B har gjorts i Knossos och Faistos på Kreta och i Pylos på grekiska fastlandet, men även i Mykene och i Tiryns. Innehållet i texterna rör sig till största delen om olika räkenskaper som användes inom administrationen.